# Skanking
Skanking es un baile practicado en el ska, reggae y otros géneros jamaiquinos.

## Historia
El estilo comienza en los dance halls jamaicanos de los años 1950 y comienzos de los 60, donde sonaba música ska. Más tarde, los mod y skinhead británicos de los años 1960 adoptan este baile, alterándolo; se producirá un revival durante la década de los 70 y 80, en la era 2 Tone.

## Baile
Originariamente, el skanking consistía en el movimiento de brazos de una persona corriendo mientras se alternaban codos doblados y golpes de puño a derecha e izquierda al ritmo de la música. Con el tiempo comenzaron a aparecer variaciones a lo largo y ancho del mundo musical. Algunas personas dicen que el skanking también se aplica para los subgéneros ska-punk y ska-hardcore, pero lo que se hace en realidad ahí es un mosh.